# Tartaul, Cantemir
Tartaul este un sat din raionul Cantemir, Republica Moldova.

## Istoric
În Dicționarul statistic al Basarabiei din anul 1925 satul Tartaul figurează cu denumirea Tartaul de Larga și se spune că este întemeiat de tătari în anul 1723 pe regiune de colină cu dealurile Mihăiloaia, Tartaul și Nucilor. Este cunoscut faptul că teritoriul dintre râurile Ialpug și Prut era populat de români chiar și în timpul dominației turcești din secolele XV-XVIII.În această perioadă existau localitățile Andrușul, Brânza, Gotești, Țiganca și altele, cunoscute încă din secolele XV. Tătarii din Bugeac sporesc mai cu seamă în secolele XV-XVII. Aceștia populau stepele din preajma Mării Caspice, însă fiind strâmtorați de alte triburi turcice s-au retras spre vest și s-au așezat în Crimeea și stepa Bugeacului. Iată ce scrie Dimitrie Cantemir în lucrarea sa ,,Descrierea Moldovei,, : ,,Bugeacul s-a dat ca loc de așezare tătarilor nohaici, dintre care unii se numesc tătari din Bugeac, ceilalți – tătari din Belgorod. Căci pe la anul 1568 la porunca lui Selim al II-lea, când hanul tătarilor încearcă să lege Donul cu Volga, mai mult de 30 000 tătari nohaici s-au dus în Crimeea împreună cu toți ai lor. Dar fiind aceasta prea mică pentru a-i cuprinde pe toți, li s-au dat alte locuri de așezare în câmpia Bugeacului. Pentru a afla răspuns la întrebarea de ce satul s-a numit mult timp Tartaul de Larga e bine să ști, că după pacea de la  Karlowitz (22 ianuarie 1699) tătarii ocupau teritoriul dintre Prut, Nistru, Marea Neagră, Dunărea și Valul lui Traian de sus. Tătarii din Bugeac erau grupați în câteva hoarde: Edison, Orac-oglu, Orumbet-oglu și altele, fiecare ocupând teritorii și localități aparte. Cea mai numeroasă din aceste hoarde era cea a lui Orumbet-oglu și ea ocupa partea de vest a Bugeacului (actualele raioane sudice Vulcănești, Cahul, Ceadâr-Lunga, Comrat, Cantemir, Leova). Hoarda era compusă din câteva triburi. În partea de sud-est a satului se păstrează și azi o râpă cu numele „Tătărasca” - o lăsătură relativ adâncă sub pădure, aici au fost găsite lulele, ciubucuri, diverse monede ținând de această perioadă. Denumirea râpii și obiectele găsite, alte mărturii istorice confirmă faptul că aici a fost dislocat unul dintre triburile hoardei Orumbet-oglu. Toponimul Tartaul ne amintește numele unui trib Caracalp-tartruulî. Un asemenea trib e posibil să fi existat și la tătarii din Basarabia, fiind dislocat aici sub pădure. Toponimul de azi Tartaul, reprezintă probabil varianta tătărască a numelui de trib sau vreo modificare. Există și o altă variantă a provenienței acestui toponim, anume că ar constitui o îmbinare a cuvintelor turcice ,,tart,, și ,,aul,, - tart-aul (sat de pădure), care e de asemenea verosimilă. Se presupune că mai apoi călătorii, care au găsit aici condiții de trai necesare și, poate, speranța de apărare din partea tribului, s-au statornicit. Dar a putut fi și invers, ca tătarii să fi oprit în apropierea lor pe trecători, luând de la ei o parte din vânat, pește, carne și silindu-i să se așeze aici cu traiul spre a-i asigura în continuare cu produse pentru hrană. Astfel, a luat naștere cătunul (aulul) cu denumirea Tartauulî, care mai tîrziu modificându-se, a devenit toponimul Tartaul.
Documentele de arhivă atestă începând cu anul 1723 și până în 1925 denumirea de „Tartaul de Larga”. Și e firesc, deoarece satul este așezat pe ambele maluri ale râului Larga, ce izvorăște din adâncul văii Larga și se varsă în râul Prut. Râul Larga a rămas cunoscut în istorie mai ales prin bătălia cu turcii de la 7 iulie 1770, în care au învins armatele rusești, conduse de P. Rumeanțev. După retragerea tătarilor localnicii și-au continuat ocupațiile în conformitate cu modul lor de trai, cu tradițiile strămoșești: prelucrarea pământului, pescuitul, oieritul, vânătoarea, creșterea vitelor. Despre acest fapt  vorbesc multe nume de familie statornicite aici: Mocanu (cioban, crescător de oi), Pascaru (care se îndeletnicește cu pescuitul), Chirică (de la chirigiu), Petreanu (din neamul petrarilor).
Primele case au apărut pe malul râului Larga. La început se presupune că a apărut mahalaua Răducenilor. Până mai nu demult s-au păstrat casele mici și numele vechilor locuitori: Vasile Răduc, Vasile Petreanu, Nicolae Poștaru, Nicolae Cozma, Toader Chirică, Mărioara Iordache, Donica Petreanu, Toader Livizoru, Anastasia Sărăteanu. Casele erau construite din piloni de lemn împletiți cu nuiele, umplute apoi cu ceamur și lipite cu lut. Acoperișul caselor era din stuf, papură sau paie, de secară. Mobila aproape că lipsea cu totul, ea se compunea din patul de nuiele, apoi din scândură, o laiță dintr-o scândură lată – pentru primirea oaspeților, masa și alte câteva obiecte simple. Cea mai frecvent întrebuințată lampă era opaițul, un vas de ceramică în care se punea grăsime și un muc de cârpă, care dădea o lumină palidă. Pe lângă obiectele necesare deservirii casnice fiecare familie mai avea obiecte de prelucrare a lânii (dăracul, pieptenii de lână), obiecte de prelucrare a cânepii(melițoiul, ragila și stativele pentru țesut). Acestea din urmă erau necesare deoarece îmbrăcămintea și așternutul se confecționau în condiții casnice.
În anul 1770 a fost ridicată prima biserică. Primii gospodari din satul Tartaul și-au făcut primele case pe malul râului Larga, printre ei au fost familiile: Răduc, Petreanu, Poștaru, Cozma, Chirică, Iordachi, Rivizoru, Sărăteanu ș.a. Hotarele satului se mărginesc satele Lingura, Hârtoape, Ciobalaccia și Baimaclia.  Biserica din satul Tartaul a început construcția în anul 1997, și poartă hramul Sf. Marelui Mucenic Dumitru, Parohul Bisericii – Roman Tudor. Hramul satului este sărbătorit la 8 noiembrie de sărbătoarea Sf. Dumitru.

## Amplasarea geografică
Satul Tartaul ocupă o suprafață de 883,01 ha, din care terenuri cu destinație agricolă 442,54 ha, 6,25 ha – terenuri destinate pentru construcția clădirilor de menire socio-culturale, două cimitire, terenurile fondului silvic constituie – 0,63 ha, terenurile fondului apelor -5,50 ha. La nivel administrativ el dispune de un gimnaziu, o grădiniță, un muzeu și o biserică.
Satul Tartaul se află în zona de sud a Basarabiei și este situat la 14 km spre est de central raional Cantemir și la aceeași depărtare de calea ferată (gara Prut). Relieful locului este deluros, se compune din câteva coline și o vale-șes, pe care își duce liniștit apele râulețului Larga, izvorînd din adâncul văii Larga, numele căreia îl poartă, traversând satele Cârpești, Tartaul, Flocoasa, Constantineauca, intrând apoi în valea Prutului și vărsându-se în acesta.
Timp de peste 200 ani (din 1723 până în 1925) satul s-a numit oficial Tartaul de Larga, probabil, pornindu-se de la denumirea acestui râu. În partea de nord-est a satului se află un lanț de dealuri și pădurea Caraculacului – o prelungire a pădurii Tigheciului, unde se află cel mai înalt punct de pe Câmpia Moldovei de Sud cu înălțimea de 200 metri de asupra nivelului mării. Chiar în preajma satului pădurea Caraculacului se unește cu cea a Baimacliei la o înălțime de 160 de metri de asupra nivelului mării. Locuitorii băștinași le mai spun acestor două culmi de deal ,,picior de munte,, . Tot la est de sat, în marginea lui, se întinde pădurea Mihăiloaei, apoi dealul Nisipăriei, dealul Ghelgiugului cu pădurea Ghelgiugului, unde își iau începutul râpa Gălioaei și râpa Ciubucliei.La nord apare un pârău cu izvorul în satul Crăciun din vecinătate. Natura în Câmpia de Sud a Moldovei, unde e situate și satul Tartaul, este bogată și destul de variată, benefică pentru dezvoltarea agriculturii. De aceea locuitorii satului preferă în special muncile de câmp, și-au înconjurat satul cu lanuri bogate, cu vii și livezi, specializându-se mai ales în viticultură și vinificație. Solul fertil, bogat în humus, clima blând-temperată, caldă vara le permit, în anii buni, să obțină recolte frumoase de cereale, struguri, fructe, legume.
Însă relieful satului este neuniform, câmpiile alternând cu dealuri înalte. Datorită valorificării intensive a terenurilor vegetația naturală a rămas limitată, ocupă în prezent suprafețe mici, deși se deosebește prin diversitatea speciilor, și se poate întâlni doar pe malurile râpelor, marginea drumului, prin perdelele de protecție. Pe teritoriul satului Tartaul circulația atmosferică a aerului se caracterizează prin pătrunderea maselor de aer cald dinspre vest, iar uneori vara - și a celor umede mediteraneene, ce aduc ploi abundente de scurtă durată, dar pătrunde și aer uscat, înfierbântat, ce provoacă vara de multe ori arșiță și secetă. Iarna curenții de aer arctic provoacă adesea schimbarea bruscă a vremii și scăderea temperaturii până dincolo de limitele normale. Temperatura medie anuală are valori pozitive, temperaturi negative se înregistrează doar în perioada de iarnă, deși în ultimii ani se observă temperaturi scăzute și primăvara târziu, chiar prin luna mai. Cantitatea de precipitații pe teritoriul satului Tartaul este insuficientă, mai ales vara. Această cantitate cade neuniform. Satul Tartaul este așezat de-a lungul râului Larga de la nord spre sud, având aproximativ 3 k în lungime și 1 km în lățime.

## Demografie
În sat sunt 567 gospodării, numărând 2165 de locuitori, dintre care bărbați – 1072, femei – 1093.

### Structura etnică
Structura etnică a localității conform recensământului populației din 2004:
| Grup etnic                                               | Populație | % Procentaj  |
| -------------------------------------------------------- | --------- | ------------ |
| Băștinași declarați Moldoveni Băștinași declarați Români | 1929 25   | 97,67% 1,27% |
| Bulgari                                                  | 12        | 0,61%        |
| Găgăuzi                                                  | 4         | 0,20%        |
| Ruși                                                     | 2         | 0,10%        |
| Ucraineni                                                | 2         | 0,10%        |
| Alții                                                    | 1         | 0,05%        |
| Total                                                    | 1975      |              |

## Administrație și politică
Componența Consiliului local Tartaul (11 consilieri), ales la 5 noiembrie 2023, este următoarea:
|  | Partid                                        | Consilieri | Componență | Componență | Componență | Componență | Componență |
|  | --------------------------------------------- | ---------- | ---------- | ---------- | ---------- | ---------- | ---------- |
|  | Platforma Demnitate și Adevăr                 | 5          |            |            |            |            |            |
|  | Partidul Acțiune și Solidaritate              | 4          |            |            |            |            |            |
|  | Partidul Socialiștilor din Republica Moldova  | 1          |            |            |            |            |            |
|  | Partidul Dezvoltării și Consolidării Moldovei | 1          |            |            |            |            |            |